# Drosophila neoelliptica
Drosophila neoelliptica este o specie de muște din genul Drosophila, familia Drosophilidae, descrisă de Pavan și Magalhaes în anul 1950. Conform Catalogue of Life specia Drosophila neoelliptica nu are subspecii cunoscute.